# Étendue d'eau

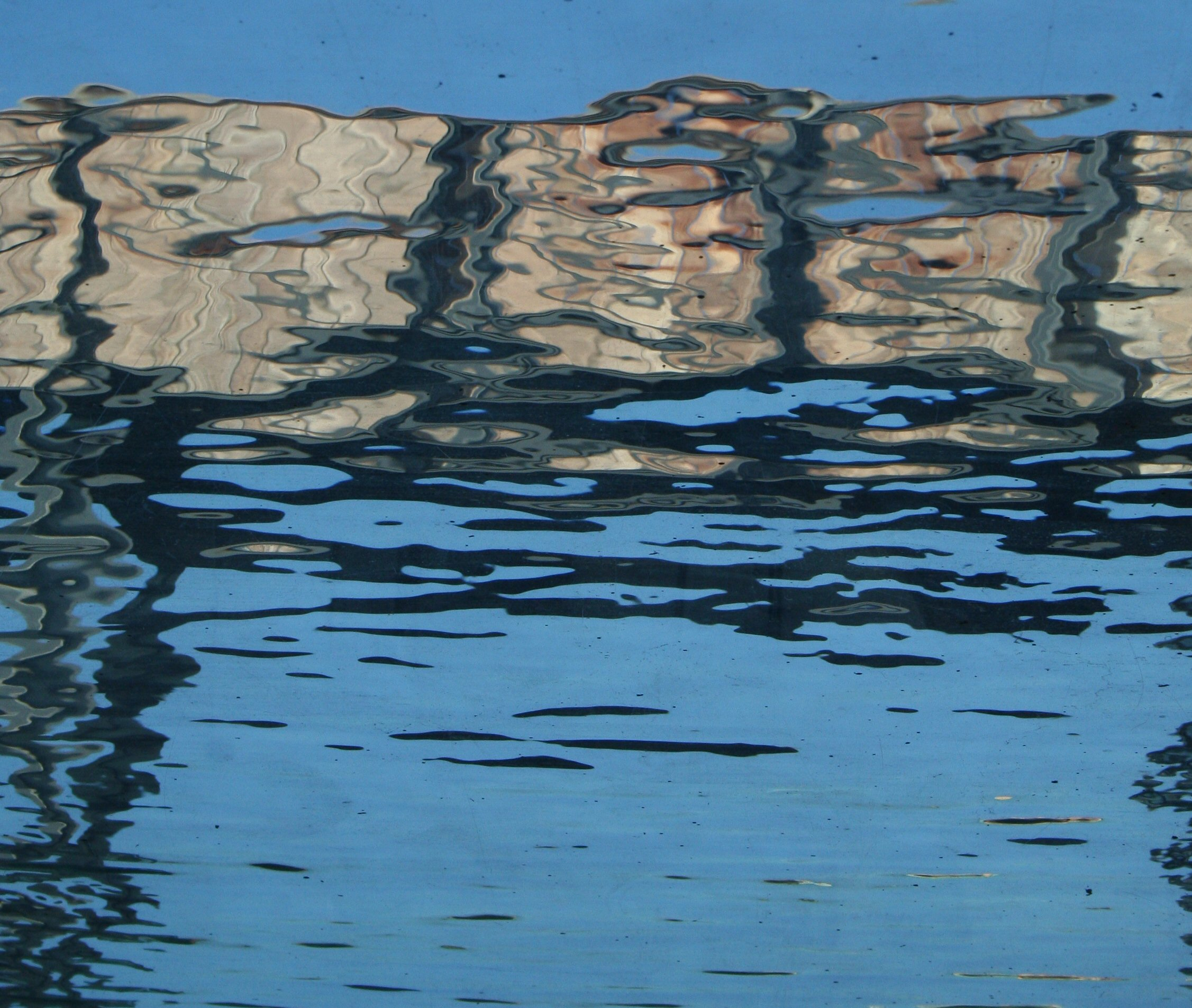
Une étendue d'eau.

Une étendue d'eau est un espace naturel de l'écorce terrestre ou d'une autre planète, couvert d'eau tel qu'un océan, une mer, un lac, etc. 

## Principaux types

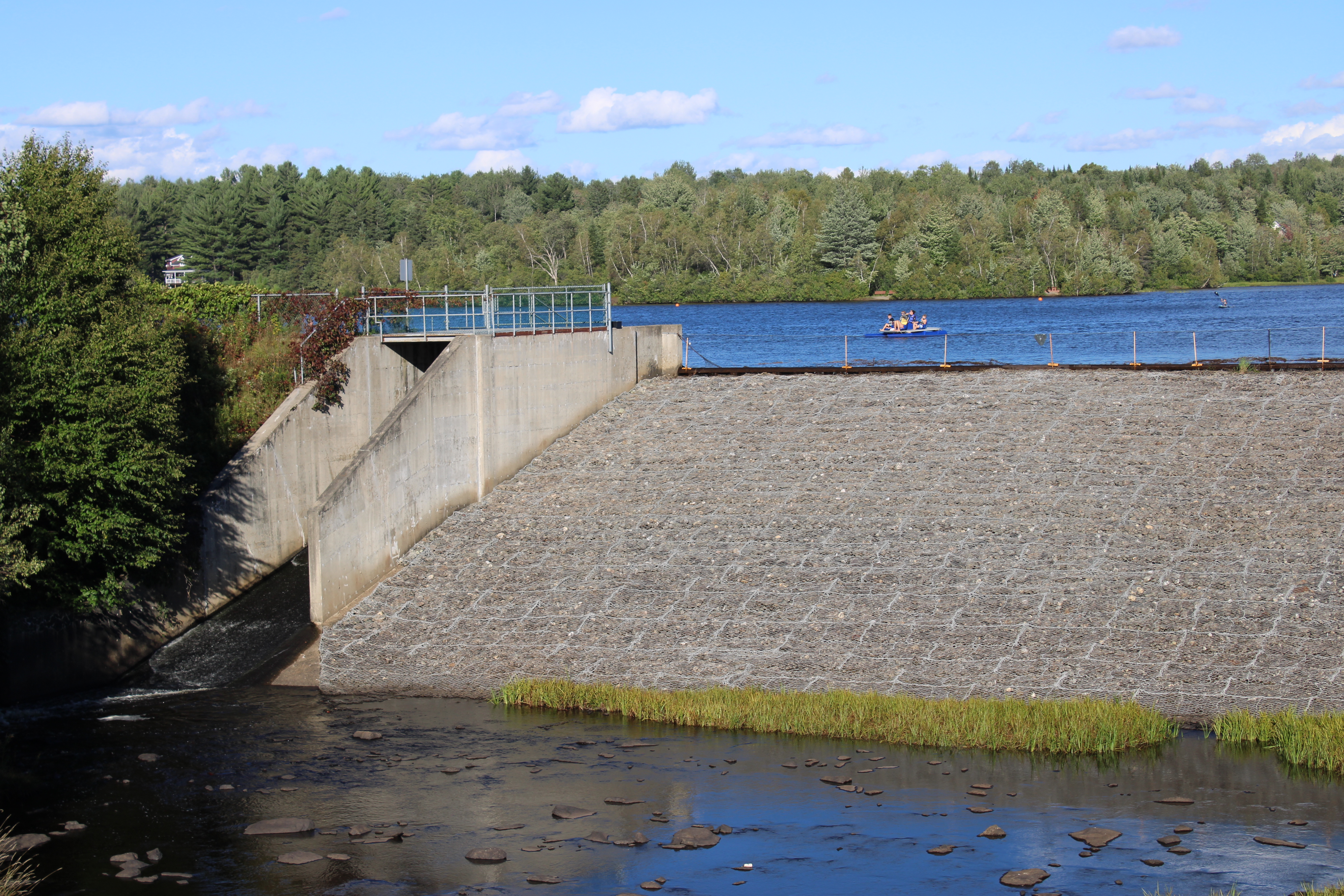
Le lac Boissonneault est un lac de barrage à Saint-Claude, Québec, Canada.

| Étendues d'eau | Exemple                               |
| Affluent       | Saône, affluent du Rhône              |
| Anse           | Anse des Cascades                     |
| Baie           | Baie des Cochons                      |
| Bassin versant |                                       |
| Bras           | Bras de Chilia                        |
| Calanque       | Voir baie                             |
| Canal          | Canal de Panama                       |
| Chenal         | Chenal Neumayer                       |
| Confluent      | Wuhan du Han Jiang et du Yangzi Jiang |
| Crique         |                                       |
| Delta          | Delta du Mékong                       |
| Détroit        | Détroit de Magellan                   |
| Douve          |                                       |
| Émissaire      |                                       |
| Estuaire       | Estuaire de la Gironde                |
| Étang          | Étang de la Gruère                    |
| Étier          |                                       |
| Fjord          | Sognefjord                            |
| Flaque d'eau   |                                       |
| Fleuve         | Rhin                                  |
| Gave           | Gave d'Aspe                           |
| Golfe          | Golfe de Gabès                        |
| Gouille        |                                       |
| Lac            | Lac de Bolsena                        |
| Lac de barrage |                                       |
| Lagon          | Lagon de Kwajalein                    |
| Lagune         | Lagune Buada                          |
| Liman          |                                       |
| Loch           | Loch Lomond                           |
| Marais         | Marais poitevin                       |
| Mare           | Mare de Hansé                         |
| Marécage       | Kuk                                   |
| Marigot        |                                       |
| Mer            | Mer Caspienne                         |
| Océan          | Océan Austral                         |
| Oued           | Medjerda                              |
| Rapide         | Rapides de Lachine                    |
| Rivière        | Aa of Weerijs                         |
| Ru             | Voir Ruisseau                         |
| Ruisseau       | ruisseau Argentine                    |
| Torrent        | Torrent de Boscodon                   |